# Creepschool
Creepschool est une série télévisée d'animation en coproduction Canada-France-Suède en 26 épisodes de 24 minutes, créée par Torbjörn Jansson, produite par Alphanim, Happy Life, Cinar et France 3, en Association avec Teletoon, EM.TV, Agogo, LuxAnimation, SVT et ZDF, et diffusée entre le 13 mars 2004 et le 6 juin 2004 sur Télétoon (Canada), sur France 3 dans l'émission France Truc puis rediffusée sur Gulli, et en Suède sur SVT1.

## Synopsis
Au cours d'une sortie scolaire, Eliott, Josh, Janice et Victoria découvrent un étrange bâtiment.
Ils s'aperçoivent alors que c'est un pensionnat, mais pas comme les autres. À Creepschool, on enseigne les arts magiques.
Depuis, les quatre amis étudient dans cette école, en compagnie d'autres élèves plus ou moins bizarres.
Mais à Creepschool les mystères sont nombreux et Eliott, Josh, Janice et Victoria sont loin d'avoir tout découvert...

## Personnages
- Elliot : C'est le chef de la bande et le plus intelligent du groupe. Il est l'élève le plus doué de l'école et il est très bon dans toutes les matières. Il a surtout une préférence pour les expériences. Son rôle est très précieux au sein du groupe, car son sens de la logique est toujours utile pour résoudre les problèmes auxquels la bande est souvent confrontée. Il est secrètement amoureux de son amie Janice et n'ose pas le lui dire de peur qu'elle ne réagisse mal.

- Josh : C'est le plus agile du groupe. Il est joli garçon. Il prend le rôle de chef quand Elliot est absent. C'est également un vrai comique et sa bonne humeur est souvent contagieuse. Il aime ses amis et il est très fidèle. Cependant il peut s'avérer maladroit à cause de son enthousiasme et il est un peu trop sûr de lui. Mais Josh possède un bon sens de l'humour à toute épreuve et arrive toujours a rendre ses camarades plein de joie de vivre.

- Janice : C'est la plus bagarreuse du groupe et la plus âgée. Elle n'est pas du genre à se laisser faire et a un caractère bien trempé. Son look qui oscille entre punk et gothique vient renforcer ce côté téméraire. Elle est également très maligne et adore écouter de la musique et lire des livres. En revanche, elle n'aime pas vraiment l'école car elle trouve que ça n'a pas d'utilité. Son ami Elliot est amoureux d'elle. C'est une fille qui possède un bon sens de la justice.

- Victoria : C'est la fille qui se sent un peu à part dans le groupe. Extrêmement narcissique, elle se préoccupe beaucoup trop de la beauté. C'est aussi une fille très chic, adepte des bonnes manières et qui se vante beaucoup du fait que ses parents sont très fortunés. Ses amis lui font souvent remarquer son manque de souplesse. Cependant, derrière son caractère peu supportable se cache une fille au grand cœur, prête à se sacrifier pour ses amis.

- Elsa : Cette petite fée est aussi la plus jeune du groupe. Elle est très gentille, très tolérante et courageuse et se met rarement en colère. Elle est toujours zen et rend toujours la bande joyeuse. Elle est mystérieuse et aime rendre service. Ses amis sont là pour la protéger quand il lui arrive malheur. Elle arrive aussi à lire dans les pensées de ses amis.

## Épisodes
1. Pilote : Bienvenue à Creepschool
2. Le Petit Jeu de Josh
3. Seule à Souhait
4. Joyeux Halloween
5. Le Gardien des Envies
6. Monstre à modeler
7. Le Secret du Puits
8. Recadrage
9. Trac ou tracas
10. La disparition du professeur Samsa
11. Fruit défendu
12. Peluches en Pétard
13. Mieux vaut tort que jamais
14. Dans tes Rêves
15. Le Puzzle de Pandore
16. En Scène !
17. Comme moi !
18. La Folie du chocolat
19. Révolte
20. Un Monde de Différences
21. Possession
22. Passé antérieur
23. Le Scoop
24. Miroir, Ô mon Miroir
25. Joue encore
26. Le Mystère du Collier